# Mafija
Mafija (poznata i kao "Cosa nostra") je sicilijanska zločinačka tajna organizacija za koju se vjeruje da je nastala sredinom XIX. stoljeća na Siciliji. Tijekom druge polovice XIX. stoljeća, uz povećanu sicilijansku i emigraciju u južnoj Italiji, razvila se i na istočnoj obali SAD-a i u Australiji. U Sjevernoj Americi mafijom se općenito smatra talijanski organizirani kriminal, za razliku od tradicionalnog sicilijanskog. Prema povjesničaru Paolu Pezzinu, "mafija je vrsta organiziranog kriminala koji je aktivan na nekoliko ilegalnih područja, ali i koji pripada državnim vlastima na nekom području i ima tendenciju prakticirati državne funkcije".
Sicilijanska "Cosa nostra" je neformalni savez stotinjak mafijaških skupina, nazivane obiteljima. Svaka polaže prava nad nekim područjem, obično gradom, selom ili dijelom većeg grada, iako nikad ne postiže monopol nad nasiljem unutar tog područja. Mnogo godina su upravljački kadrovi pojedinačnih obitelji bili tijela odlučivanja dviju mafijaških udruga, i oni su ostali prava središta moći iako su kasnih 1950-ih uspostavljena nadgledna tijela "Cose nostre".
Neki promatrači vide mafiju kao niz karakteristika duboko ukorijenjenih u popularnu kulturu, kao način življenja. Sicilijanski etnograf Giuseppe Pitre je krajem XIX. stoljeća to ilustrirao riječima: "Mafija je svijest o vlastitoj vrijednosti, prenapuhani koncept individualne snage kao jedinog faktora u rješavanju sukoba u svakom interesu ili ideji".
Mnogi Sicilijanci te ljude nisu gledali kao kriminalce nego kao uzore i zaštitnike jer država nije nudila nikakvu zaštitu siromašnima i slabima. Tijekom 1950-ih pogrebni epitaf legendarnog šefa Villalbe, Calogera Vizzinija, bio je da "njegova mafija nije kriminal, već definicija poštovanja zakona, obrane svih prava, veličine osobnosti". Ovdje "mafija" znači nešto poput ponosa, časti, pa čak i društvene odgovornosti: stav, ne organizaciju. Tako je i 1925. bivši talijanski premijer Vittorio Emanuele Orlando u talijanskom senatu izjavio da je ponosan što je "mafijozo", jer je ta riječ označavala dostojanstvo, čast i darežljivost.

## Etimologija
Prema nekim tumačenjima, korijeni mafije su u događaju znanom kao Sicilijanska večernja iz 1282. godine, kada su Sicilijanci, razbješnjeli zbog ponašanja francuskih osvajača, organizirali masovno ubijanje Francuza na otoku. 
Krilatica tog organiziranog otpora je bila:

Od prvih slova te krilatice je nastala riječ "mafia".
Poslije se riječ "mafija" počela koristiti za označavanje bilo koje organiziranije zločinačke organizacije, pa se govori o albanskoj mafiji, ciganskoj mafiji, židovskoj mafiji, jugoslavenskoj mafiji, balkanskoj mafiji...